# St. Castor (Alsdorf)

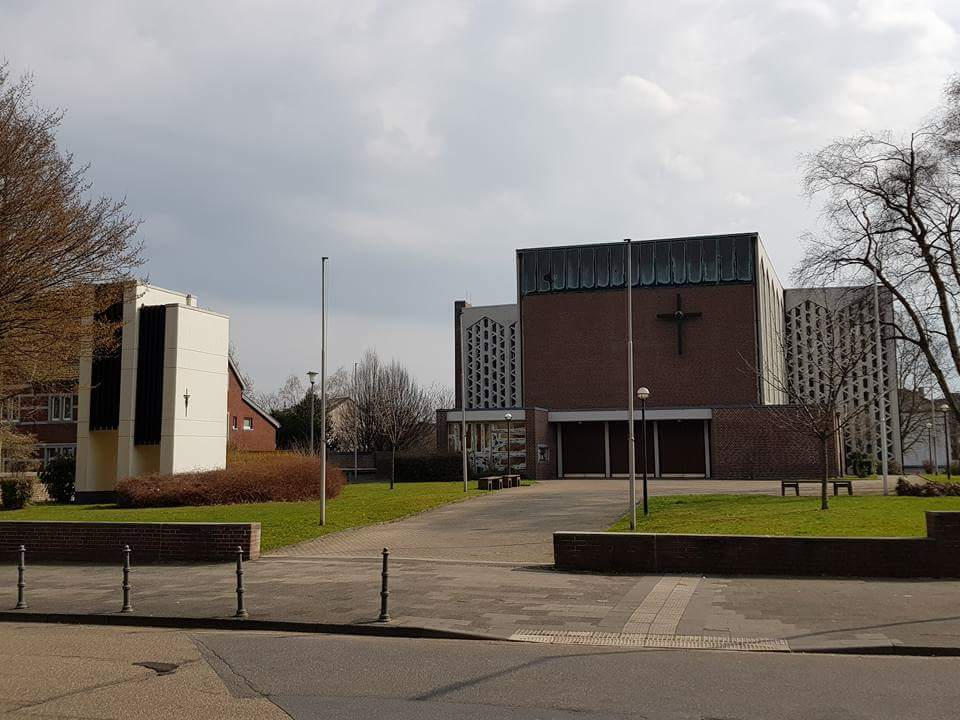

St. Castor ist die römisch-katholische Pfarrkirche der Stadt Alsdorf in der Städteregion Aachen in Nordrhein-Westfalen.
Die Kirche ist dem hl. Castor von Karden geweiht. Zur Pfarre gehören neben Alsdof-Mitte seit 2010 die Filialgemeinden St. Barbara/Ofden, Christus König/Busch, Herz-Jesu/Kellersberg, St. Josef/Alsdorf-Ost und St. Mariä Heimsuchung/Schaufenberg.

## Geschichte

### Vorgängerkirchen
Bereits um das Jahr 1295 bestand in Alsdorf eine Kirche. Vermutlich war Alsdorf zu dieser Zeit bereits eigenständige Pfarrei. Zunächst handelte es sich bei dem Kirchenbau um eine einschiffige Saalkirche. Um das Jahr 1480 wurde das kleine Gotteshaus um ein nördliches Seitenschiff zu einer zweischiffigen Anlage im Baustil der Gotik erweitert.
Im Jahr 1861 lockerte sich der Schlussstein des Chorgewölbes und fiel herab, was eine sich anschließende Debatte über eine Restaurierung der Kirche oder einen kompletten Neubau nach sich zog. Im Jahr 1869 wurde die alte Kirche aufgrund bestehender Einsturzgefahr polizeilich geschlossen. Daraufhin wurde eine hölzerne Notkirche errichtet. 1878 wurde schließlich die Abbruchgenehmigung erteilt, welche den Glockenturm und den Chor des nördlichen Seitenschiffes ausnahm. Aber erst im Jahr 1894 wurde schließlich das Kirchenschiff und auch der Glockenturm unter Protesten der Bevölkerung niedergelegt. Somit blieb nur der nördliche Seitenchor stehen, der heute als Kriegergedächtniskapelle genutzt wird.
Ende der 1870er Jahre wurde mit dem Bau einer neuen Pfarrkirche begonnen, welche die Notkirche ersetzen sollte. Der Bauplatz befand sich gegenüber der alten Pfarrkirche an der Straße „An der Mariensäule“. Nachdem die Grundmauern bereits errichtet worden waren, traten plötzlich starke Risse auf, weshalb die Bauarbeiten sofort beendet wurden. Auf diesem Grundstück war ein Kirchenneubau aufgrund von Bergschäden nicht möglich. Nun begann eine erneute Suche nach einem geeigneten Bauplatz, jedoch besaß die Kirchengemeinde keine weiteren Grundstücke innerhalb des Ortes. Am 17. Mai 1882 schenkte Freiherr Karl von Blanckart der Pfarre einen Teil der „Burgweide“, die ihm gehörte. Einzige Bedingung war, dass mit dem Bau der Kirche innerhalb von drei Jahren begonnen werden musste. So wurde am 16. Mai 1885 der Grundstein für den Neubau gelegt, noch bevor die Bauerlaubnis des Kölner Erzbischofs eintraf, diese wurde erst am 17. Dezember 1886 erteilt. Die erste Messe im neuen Gotteshaus konnte bereits am 17. Januar 1887 gefeiert werden. Die Konsekration fand schließlich am 28. September 1889 durch den Kölner Weihbischof Antonius Fischer statt.
Bei diesem Bauwerk handelte es sich um eine dreischiffige und fünfjochige Hallenkirche im Baustil der Neugotik mit einem vorgesetzten dreigeschossigen Glockenturm im Westen und einem einjochigen Chor, der mit einem dreiseitigen Chorschluss versehen war, im Osten. Die Baupläne stammten von den beiden Aachener Architekten Wilhelm Wickop und Eduard Linse. Das besondere an dem Bauwerk war, dass es nicht komplett aus Backsteinen errichtet worden war. Lediglich die unteren Teile der Umfassungsmauern wurden bis zu den Fensterbänken massiv aus Backsteinen ausgeführt. Der restliche Teil des Gebäudes bestand aus Fachwerk, welches mit Zinkplatten verkleidet war. Die Fialtürmchen an Turm und Kirchenschiff wurden aus Blech ausgeführt. Grund für die Fachwerkbauweise war, dass im Falle eines massiven Backsteinbaus Bergschäden drohten. Somit war die Alsdorfer Kirche wohl recht einzigartig im gesamten Rheinland. Durch die Bauweise ergaben sich jedoch auch einige Nachteile. So war es im Winter sehr kalt und im Sommer sehr warm im Kircheninnern.
Im Zweiten Weltkrieg blieb das Kirchengebäude weitestgehend unbeschädigt, wurde jedoch Anfang der 1960er Jahre zu klein für die stark angewachsene Gemeinde. Weiterhin wurden immer kostspieligere Reparaturen notwendig. So wurde der Abriss der Kirche beschlossen, der im Oktober und November 1962 vollzogen wurde.

### Heutige Kirche
Die heutige Kirche wurde an gleicher Stelle des in den 1880er Jahren errichteten Vorgängerbaus erbaut. Am 28. Oktober 1962 wurde der Grundstein gelegt und am 3. Mai 1964 war die neue Kirche bezugsfertig. Am 15. Februar 1965 erfolgte schließlich die feierliche Konsekration. Die Pläne zur heutigen Kirche lieferte der Mönchengladbacher Architekt Wilhelm Decker. Decker plante eine dreischiffige Kirche aus Beton, die sich im Osten zu einem Querschiff öffnet, in dem sich auch der Altarraum befindet. Überspannt wird der Innenraum von einer Holzdecke. Charakteristisch sind die raumhohen Fensterwände, die durch Betonmaßwerke gegliedert werden. Unter dem Kirchenschiff befindet sich eine Krypta.

## Ausstattung
In der Kirche befinden noch einige Ausstattungsstücke aus dem Vorgängerbau. Davon zu erwähnen ist die Kreuzigungsgruppe im Chorraum. Die Buntglasfenster sind Werke des Hinsbecker Glasmalers Johannes Beeck. Die Orgel besitzt 40 Register auf drei manuale und Pedal verteilt und ist ein Werk der Aachener Orgelbauanstalt Karl Bach.

## Glocken
| Nr. | Name     | Durchmesser (mm) | Masse (kg, ca.) | Schlagton (HT-1/16) | Gießer                                                   | Gussjahr |
| 1   | Christus | 988              | 610             | as′ -6              | Johannes Mark, Eifeler Glockengießerei Mark, Brockscheid | 1975     |
| 2   | Maria    | 886              | 430             | b′ -6               | Johannes Mark, Eifeler Glockengießerei Mark, Brockscheid | 1975     |
| 3   | –        | 710              | 220             | des″ -5             | Hans Hüesker, Fa. Petit & Gebr. Edelbrock, Gescher       | 1950     |
| 4   | –        | 658              | 170             | es″ -4              | Martin Legros, Malmedy                                   | 1775     |

Motiv: Christ ist erstanden